# قائمة عمليات التصنيع

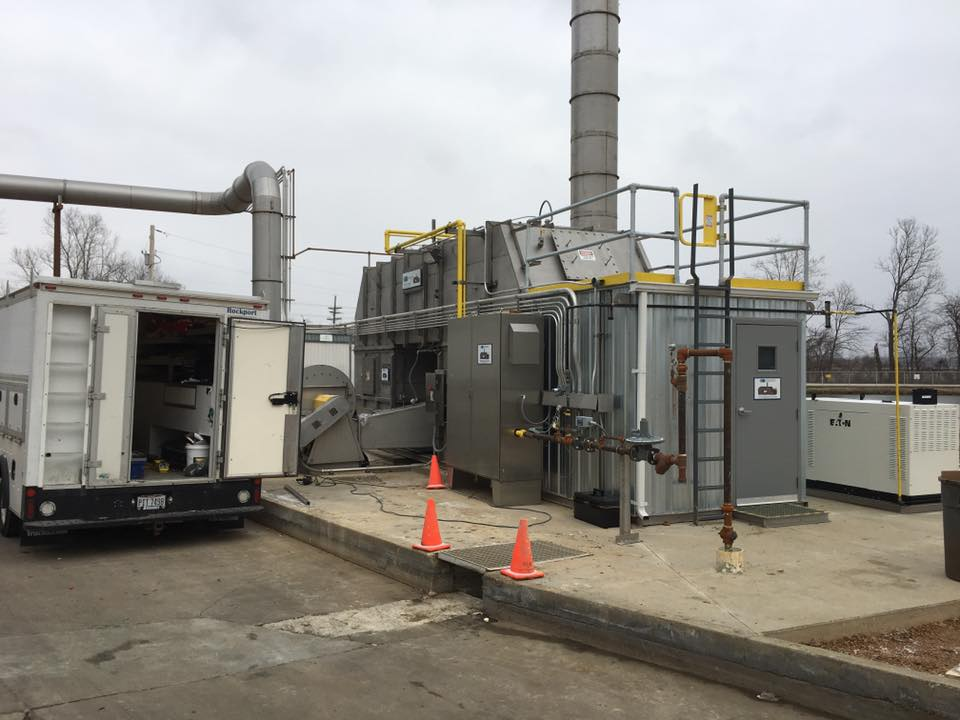
يشمل المؤكسد الحراري العديد من عمليات التصنيع مثل القولبة، التشكيل ، التصنيع ، إلخ.

يوجد عمليات تصنيع متعددة يمكن ترتيبها حسب تشابه الوظيفة كما يلي:

## الصب
- سبك تدويمي
- سبك مستمر
- سبك في قوالب
- سباكة بطريقة النموذج المتبخر
  - سبك بطريقة القالب الممتلئ
  - سبك بطريقة الرغوة الضائعة
- سبك دقيق (سبك بالشمع الضائع)
  - Countergravity casting[1]
  - سبك بطريقة الرغوة الضائعة
- Low pressure die casting
- Permanent mold casting
- Plastic mold casting
- Resin casting
- سبك في قوالب رملية
- Shell molding
- Slush casting، Slurry casting

- سبك في قوالب رملية

بيانات من أساسيات التصنيع الحديثة 

## التصوير والطلاء
مقالة مفصلة:صورة وتغطية (مواد)
- نقش بالليزر
- طابعة نافثة للحبر
- ترسيب كيميائي للبخار
- ترسيب بالرش المهبطي
- طلي
- طلاء بالرش الحراري

## صنع القوالب
- ميتالورجيا المساحيق
  - ميتالورجيا المساحيق plus تلبيد
  - Hot isostatic pressing
  - Metal injection moulding
  - Spray forming
- لدائن (انظر أيضا النماذج الأولية السريعة)
  - حقن اللدائن
  - القولبة بالضغط الحراري
  - Transfer
  - Extrusion
  - تشكيل بالنفخ
  - Dip moulding
  - Rotational molding
  - Thermoforming
  - Laminating
  - Expandable bead
  - رغوة
  - Vacuum plug assist
  - Pressure plug assist
  - Matched mould
- Shrink wrapping

## التشكيل
- End tube forming
  - Tube beading
- تطريق
  - حدادة  [لغات أخرى]‏
  - طاحونة مطرقية
  - تطريق
  - مكبس
  - صدم (انظر أيضا بثق)
  - تطريق
  - No draft
  - High-energy-rate
  - Cored
  - Incremental
  - مسحوق
- درفلة
  - درفلة
  - درفلة
  - صفيحة معدنية
  - شكل (توضيح)
  - Ring
  - Transverse
  - Cryorolling
  - Orbital
  - Cross-rolling
  - سن لولبي
    - سن لولبي
    - Thread rolling
- بثق
  - Impact extrusion
- كبس
  - Embossing
  - Stretch forming
  - إسطمبات الصاج (see drawing below)
  - سحب (شد صفيحة معدنية، سلك، قضيب، أو أنبوب
    - Bulging
    - Necking
    - Nosing

  - سحب عميق (sinks, auto body)
- ثني
  - Hemming
- القص
  - Blanking and piercing
    - قطع
    - Shaving
    - Notching
    - Perforating
    - Nibbling
    - Dinking
    - Lancing
    - Cutoff

  - دمغ
    - دمغ (أشغال معدنية)
    - ماروكينري
    - Progressive

  - Coining
  - القص
    - Slitting
- Other
  - Redrawing
  - Ironing
  - تفلطح
  - Swaging
  - تشكيل بالرحو
  - Peening
  - Guerin process
  - Wheelon process
  - Magnetic pulse
  - Explosive forming
  - Electroforming
  - Staking
  - Seaming
  - Flanging
  - Straightening
  - Decambering
  - Cold sizing
  - Hubbing
  - Hot metal gas forming
  - Curling (metalworking)
  - تشكيل هيدروليكي

## القطع
- فارزة
  - طاحونة
  - طاحونة مطرقية
  - طاحونة كرات
  - طاحونة
  - Disc mill
  - منشرة
  - Steel mill
    - فرن لافح
    - صهر
    - تكرير
    - درفلة
    - تلدين
    - تنظيف بالحمض
    - تخميل
    - تغطية (مواد)
- فارزة
- خراطة
  - مخرطة
  - Facing
  - تجويف (also Single pass bore finishing)
  - تشكيل بالرحو (flow turning)
  - ترترة
  - خراطة
  - Cutoff (parting)
- ثقب
  - Friction drilling
- مسحل
- تخويش
- Tapping
- منشار
  - مَبرَد
- التثقيب
- تشكيل المعادن
  - مستوٍ أفقي  [لغات أخرى]‏
  - اتجاه عمودي  [لغات أخرى]‏
  - Special purpose
- Planing
  - Double housing
  - Open-side
  - Edge or plate
  - Pit-type
  - Abrasive jet machining
  - قطع بنفث الماء
  - Photochemical machining
  - Abrasive belt
- Honing (Sharpening)
  - Electro-chemical grinding
- تشطيب السطح & industrial finishing
  - سفع رملي (sand blasting)
  - صقل  [لغات أخرى]‏
  - Burnishing
  - طلي كهربائي
  - Electropolishing
  - Magnetic field-assisted finishing
  - تنميش
  - Linishing
  - Mass finishing
    - Tumbling (barrel finishing)
      - Spindle finishing

    - Vibratory finishing

  - طلي
  - صقل
  - الانهاء السطحي عالي الجودة  [لغات أخرى]‏
  - Wire brushing
- Routing
- Hobbing
- Ultrasonic machining
- تفريغ الكهرباء
- تشغيل بالتفريغ الكهربائي(EDM)
- Electron beam machining
- Electrochemical machining
- كيميائية
- كيمياء ضوئية
- القطع بالليزر
  - Laser drilling
- تجليخ
  - High stock removal
- Gashing
- Biomachining

## التركيب
- لحام
  - لحام قوسي
    - لحام قوسي معدني محجب
    - لحام قوسي معدني محجب
    - لحام قوسي بالمعدن والغاز
      - Pulsed
      - دائرة قصر
      - Electrogas
      - Spray transfer

    - لحام قوسي غاز خامل-تنغستن
    - لحام بسلك ذو قلب صهور
    - Submerged
    - مشعل بلازما
    - مصباح قوسي
    - Stud
    - Electroslag
    - ذرة الهيدروجين
    - Plasma-MIG (لحام قوسي بالمعدن والغاز)
    - Impregnated tape
    - لحام قوسي بالمعدن والغاز

  - لحام بالغاز
    - Oxy-acetylene gas
    - Methylacetylene propadiene (MAPP)
    - Air-acetylene
    - مخلوط هيدروجين وأكسجين
    - Pressure gas
      - ثنائي أكسيد الكربون CO2

  - لحام بالمقاومة الكهربائية
    - Butt welding
      - Flash butt welding

    - Shot welding
    - لحام بقعة

  - لحام بقعة
  - Seam
  - Upset welding
  - Percussion (manufacturing)
  - Solid state welding
    - لحام فوق صوتي
    - Explosive
    - انتشار
      - كبس
      - Isostatic hot gas
      - Vacuum furnace

    - لحام احتكاكي
    - قصور ذاتي
    - ورشة حدادة
    - Cold
    - درفلة

  - لحام بالحزمة الإلكترونية
  - لحام بحزمة ليزرية
  - ثرميت
  - Induction
    - تردد منخفض (50–450 Hz)
    - تردد عال (induction resistance; 200–450 kHz)

  - أخرى
    - لحام احتكاكي
    - Heated metal plate
    - لحام البلاستيك
    - عازل كهربائي
    - لحام النبض المغناطيسي
    - Radio frequency welding
    - High frequency resistance
    - كهرومغناطيسية
    - Flow
    - لحام بالمقاومة الكهربائية
    - الأشعة تحت الحمراء
    - فراغ
    - Hot-air-welding
- لحام بالمونة
  - مشعل
  - Induction brazing
  - فرن
  - Dip brazing
- لحام بالقصدير
  - حديد
  - صفيحة ساخنة
  - فرن
  - تسخين بالحث الكهرومغناطيسي
  - Dip
  - موجة
  - لحام فوق صوتي
- تلبيد
- ترابط لاصق  [لغات أخرى]‏ (incomplete)
  - لدائن صلبة بالحرارة ولدائن حرارية
  - إيبوكسي
  - Modified epoxy
  - راتنج فينول فورمالدهيد
  - بولي يوريثان
  - Adhesive alloys
  - Miscellaneous other powders, liquids, solids, and tapes
- مثبت خشب ومعدن
  - مسمار
  - برغي
  - (By material fastened)
    - Machine (Metal)
    - Wood Screws

  - (By slot type)
    - Phillips ("Plus sign" in Canada)
    - Straight ("Minus sign" in Canada)

  - (By shape)
    - Round head
    - Flat head
    - Box head
    - Hex
    - Lag

  - صمولة وبرغي
  - برشمة
  - Clinching
  - تدبيس
    - Cotter
    - تخدد
    - Tapered
    - Roll
    - Retaining rings
    - Quick release skewer

  - غرزة
  - دبوس مزدوج السن
- Press fitting

## عمليات التصنيع المضافة
- الطباعة ثلاثية الأبعاد
- لف الشعيرة، تنتج أنابيب مركبة ، خزانات، إلخ.
- تلبيد المعادن بالليزر المباشر [3]
- المجسمة

## أخرى
- تعدين
  - مقلع
  - الحفر والتفجير
  - الكسارة
- صناعة كيميائية
- تكرير النفط
- تصنيع نبائط أشباه الموصلات
- خط تجميع
- تغليف
- لوجستيات
- مشغولات خشبية
  - Joinery (see also Joining, above)
    - Lapping
    - Mortising
    - Routing (see above)
    - Biscuit joiner
- فلكنة
- معالجة حرارية
- Bake-out